# Concerto pour piano no 3 de Bartók
Pour les articles homonymes, voir Concerto pour piano no 3.
 (février 2024).
Si vous disposez d'ouvrages ou d'articles de référence ou si vous connaissez des sites web de qualité traitant du thème abordé ici, merci de compléter l'article en donnant les références utiles à sa vérifiabilité et en les liant à la section « Notes et références ».
Le Concerto pour piano no 3, Sz 119, BB 127 est un concerto pour piano et orchestre de Béla Bartók. Dernier des concertos pour piano, il est écrit par le compositeur en 1945.

## Contexte biographique
Il est écrit durant l'été 1945 (Bartók est en exil aux États-Unis) alors que le compositeur est presque ruiné et gravement malade. Il a alors deux commandes en chantier : un concerto pour alto et ce troisième concerto pour piano. Le premier est d’un apport financier sûr et immédiat mais c’est au deuxième que le compositeur se hâte de travailler : la mort s’approche et la perspective de s’exprimer une dernière fois est là, devant lui. Il décide alors d’offrir à sa femme Ditta Pásztory une dernière œuvre qu’elle puisse jouer, si elle doit continuer à gagner sa vie comme concertiste : il a prévu de lui offrir pour son anniversaire, au début de l’automne. Il s’éteint quelques jours avant, le 26 septembre.
Son fils Peter, démobilisé depuis quelques mois, vit à cette époque auprès de lui et de sa mère afin de s’occuper d’eux. Ditta perd peu à peu ses esprits face à l’incertitude de ces dernières années d'exil et Bartók est devenu trop faible pour se lever. Avec le renfort de Tibor Serly, Peter l’aide à travailler au lit : ils lui préparent le papier, tracent les barres de mesure au bout desquelles Bartók écrit déjà le mot « fin » (!!) : sa musique est en tête, elle ne demande qu’à être écrite. Il ne peut finir les 17 dernières mesures (sur plus de 1 200) mais il laisse à Serly ses instructions pour les combler. Ce dernier n'a qu'à les orchestrer.
La première est donnée le 8 février 1946 par l'Orchestre de Philadelphie sous la direction d'Eugene Ormandy avec György Sándor, l'un des élèves et amis du compositeur, au piano. 
Le concerto comprend trois mouvements :
1. Allegretto
2. Adagio religioso
3. Allegro vivace

Son exécution dure un peu moins de trente minutes.

## Orchestration
| Instrumentation du 3e Concerto pour piano |
| Cordes |
| premiers violons, seconds violons, altos, violoncelles, contrebasses,                                                                                                   |
| Bois |
| 2 flûtes, la deuxième jouant du piccolo 2 hautbois, le second jouant du cor anglais, 2 clarinettes en la, la deuxième jouant de la clarinette basse en si ♭, 2 bassons, |
| Cuivres |
| 4 cors en fa, 2 trompettes en ut, 3 trombones, 1 tuba |
| Clavier |
| Piano |
| Percussions |
| timbales, grosse caisse, 1 Xylophone, triangle Cymbales, Tam-tam, Tom grave,                                                                                            |

Le tuba, les trombones, le cor anglais et la clarinette basse n’interviennent pas (à part une seule fois pour le trombone 1, mesures 144 et 145 dans le premier mouvement) lors des deux premiers mouvements. Le xylophone n’intervient que dans le deuxième mouvement. Dans ce même mouvement, la trompette n'est utilisée qu’avec sourdine, et les contrebasses ne jouent que 2 notes aux 2 dernières mesures.
Sources : 2 Éditions Boosey and Hawkes (attention, la page "instrumentation" de l'édition d'avant 1994 est incomplète, il manque le cor anglais et la clarinette basse)
Il y a beaucoup de différences (dynamiques et partie soliste etc.) entre les deux éditions, surtout dans les 4 dernières pages (instrumentation).

## Forme
Ce concerto est en Mi. Le premier mouvement est à 3/4, le deuxième à 4/4 et le troisième est dominé par un 3/8 (on y trouve néanmoins des passages à 2/4 ou 3/4). Comme dans la plupart des œuvres de Bartók, toute la musique est structurée (forme y comprise) par des rapports proportionnels stricts, tous obtenus à l'aide du nombre d'or (plus exactement la forme géométrique de ce dernier : la section d'or). 

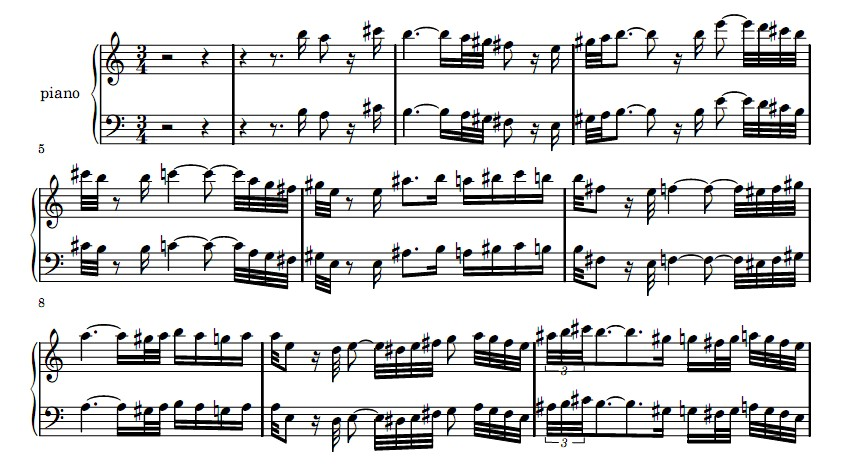
Début du premier mouvement du 3e concerto pour piano

Le premier mouvement à une structure de ce type relativement simple : les rapports proportionnels portent sur la durée uniquement (comme dans le premier mouvement de la Musique pour cordes, percussion et célesta). La noire est l'unité de cette durée. Cette structure est dominée par une forme ternaire allégro de sonate (le développement est lui aussi subdivisé en trois parties).
Le deuxième et le troisième mouvements sont liés par leur structure, bien qu'ayant chacun une forme distincte.
Leur structure combine des rapports proportionnels portant sur le nombre total de mesures et de pulsations (IIe et IIIe mvt) et sur le nombre total de battues (uniquement pour le IIIe mvt). Il est intéressant de remarquer que le premier mouvement à une structure construite sur un seul niveau (le nombre de noires), le deuxième mouvement sur une structure à deux niveaux (mesures et pulsations) et le troisième mouvement sur une structure à trois niveaux (mesures, pulsations et battues)...
Le deuxième mouvement, adagio religioso, est une forme lied (ABA) précédée d'une courte introduction. C'est clairement un hommage à Jean-Sébastien Bach : l'utilisation d'un choral et la partie à deux voix du piano, rappelant les fameuses inventions à deux voix du maitre, ne laissent aucun doute. Dans cette forme Lied, le choral (partie A) est utilisé deux fois. il est entrecoupé par un nocturne (partie B).
Le troisième mouvement est une véritable prouesse formelle : il combine une forme Lied (ABA') avec une forme Rondo (aba(A) cdc(B) aea(A'), a étant le refrain) et une forme « en arche » qui se concentre sur la partie centrale du rondo (elle-même encore subdivisée à nouveau en trois sous-parties). De plus, une véritable fugue modale (en Do# dorien ou mode de Ré sur Do#) s'y intègre (partie b du rondo).
L'unité formelle de l'œuvre apparait in fine comme la conséquence d'un seul et même principe: ce concerto comporte trois mouvements. Chacun de ces mouvements a une forme tripartite : une forme Sonate, une forme Lied et une forme Arche/Lied/Rondo. La forme sonate a chacune de ses trois parties (exposition, développement et réexposition) composée de trois sous-parties, et sa mesure est à 3/4. Le deuxième mouvement voit son nocturne, centre de sa forme Lied, lui aussi fractionné en trois parties. Le dernier mouvement comporte dans chacune de ses trois parties, trois sous-parties. La mesure qui y est la plus généralement employée est à 3/8. Il est de plus construit sur une structure par sections d’or établie sur trois niveaux différents.
L'importance du nombre trois, structurant toutes les formes de cette œuvre et assurant par là leur unité, apparaît donc comme un principe découlant d’une seule source : ce concerto pour piano est le no 3...
L’unité formelle de ce concerto est alors tout entière contenue dans son intitulé. C’est une prouesse rare, la seule de toute sa production.

## Discographie
- Ditta Pasztory et l'orchestre symphonique de Vienne dirigés par Tibor Serly en 1964  sur étiquette Musical Heritage Society MHS 3337
- Dinu Lipatti et l'Orchester des Südwestdeutschen Rundfunks dirigés par Paul Sacher en 1948 (EMI Music).
- Géza Anda et l'Orchestre symphonique de la Radio de Berlin dirigés par Ferenc Fricsay  en février 1961 (Deutsche Grammophon ou chez alto,"Legendary Recordings") (enregistré en septembre 1959 à la Jesus-Christus-Kirche de Berlin)
- Annie Fischer et l'Orchestre symphonique de la Radio de Berlin dirigés par Ferenc Fricsay.
- Stephen Kovacevich et l'Orchestre symphonique de Londres dirigés par Colin Davis en 1975 (Philips).
- Vladimir Ashkenazy et Georg Solti.
- György Sándor et le Hungarian State Orchestra, dirigés par Ádám Fischer, Sony Classical (1989-90) (+ concertos no 1 et no 2)
- András Schiff et l'orchestre du Festival de Budapest dirigés par Iván Fischer, en avril 1996 à Budapest - Institut culturel italien.
- Martha Argerich et l'Orchestre symphonique de Montréal dirigés par Charles Dutoit en 1997 (EMI).
- Jonathan Biss et l'orchestre philharmonique de Munich dirigés par James Levine
- Hélène Grimaud et le London Symphony Orchestra dirigés par Pierre Boulez